# Retorsie
De retorsie is een rechtmatige maatregel waarbij een Staat, in antwoord op een schending van internationaal recht van een andere Staat, bijvoorbeeld beslist deze andere Staat een voordeel te ontnemen dat hij hem had verleend of faciliteiten te ontzeggen die hij hem had toegestaan zonder daartoe rechtens gehouden te zijn.
Het gaat dus om een onvriendelijke daad van een Staat in reactie op een schending van een internationale verplichting. Het komt neer op een negatieve toepassing van de wederkerigheid, doch door een rechtmatige handeling.
Als klassieke voorbeelden van retorsie kan men aanhalen :
- De persona non grata-verklaring van diplomaten. Deze maatregel is namelijk discretionair; hij hoeft zelfs niet te worden gemotiveerd.
- De verkoeling of de verbreking van de diplomatieke betrekkingen. Eens te meer gaat het om een discretionaire handeling. Er bestaat geen verplichting om met een ander diplomatieke betrekkingen te onderhouden. Het betreft een gewone bevoegdheid die niet door het recht is beschermd. Een dergelijk procedé kan individueel ofwel collectief worden toegepast. Voorbeeld: een bepaald aantal landen brak met Frankrijk, toen dit land in de Sahara een kernbom tot ontploffing bracht; de Arabische Staten breken met Frankrijk en Engeland ten tijde van de Suezcrisis, enz.
- De economische boycot, de tariefverhoging, de opheffing van voordelen aan de onderdanen, enz., op voorwaarde dat men er niet door een rechtsregel toe gehouden is. Een dergelijke maatregel kan economisch zeer zwaar aankomen :cfr. Beslissing van de Verenigde Staten in 1962 om niet langer de Cubaanse suikerproductie te kopen.